# Oliveto Lario
Oliveto Lario est une commune italienne de la province de Lecco, dans la région Lombardie.

## Administration
| Période                                  | Période | Identité | Étiquette | Qualité |
| ---------------------------------------- | ------- | -------- | --------- | ------- |
|                                          |         |          |           |         |
| Les données manquantes sont à compléter. |         |          |           |         |

### Hameaux
Onno.

### Communes limitrophes
Abbadia Lariana, Barni, Bellagio, Civenna, Lasnigo, Lierna, Magreglio, Mandello del Lario, Valbrona, Varenna.

## Jumelage
- Friedberg (Hesse) (Allemagne).